# Sphenotettix nobilis
Sphenotettix nobilis är en insektsart som beskrevs av Kevan, D.K.M., A. Singh och Akbar 1964. Sphenotettix nobilis ingår i släktet Sphenotettix och familjen Pyrgomorphidae. Inga underarter finns listade i Catalogue of Life.